# Атанас Киров (футболист)
Атанас Киров (роден на 13 ноември 1969 г.) е бивш български футболист и настоящ кмет на град Стралджа.
По време на състезателната си кариера играе като крило, атакуващ полузащитник и нападател за Тунджа (Ямбол), Славия (София), испанските Малага и Депортиво Ла Коруня, ЦСКА (София), Локомотив (София), гръцкия ПАС Янина. През 2001 г. изиграва и 3 мача за американския Рочестър Рино.

## Успехи
Славия (София)
- А група:
  -  Шампион: 1995/96
- Купа на България:
  -  Носител: 1995/96